# Хэслем, Джульетта
Джульетта Хэслем (англ. Juliet Haslam, род. 31 мая 1969, Аделаида, Австралия) — австралийская хоккеистка (хоккей на траве), защитник и полузащитник. Двукратная олимпийская чемпионка 1996 и 2000 годов, двукратная чемпионка мира 1994 и 1998 годов.

## Биография
Джульетта Хэслем родилась 31 мая 1969 года в австралийском городе Аделаида.
Начала играть в хоккей на траве в 10-летнем возрасте. Играла за сборные Южной Австралии и Австралии среди девушек и юниорок.
Выступала за «Аделаиду» и «Дайет Коук Аделаида Санс»/«Аделаида Санс» из Аделаиды, в составе которой в 1995 году выиграла чемпионат Австралии.
В 1989 году дебютировала в составе сборной Австралии.
В 1992 году вошла в состав женской сборной Австралии по хоккею на траве на летних Олимпийских играх в Барселоне, занявшей 5-е место. Играла в поле, провела 4 матча, забила 1 мяч в ворота сборной Канады.
В 1996 году вошла в состав женской сборной Австралии по хоккею на траве на летних Олимпийских играх в Атланте и завоевала золотую медаль. Играла в поле, провела 8 матчей, мячей не забивала.
В 2000 году вошла в состав женской сборной Австралии по хоккею на траве на летних Олимпийских играх в Сиднее и завоевала золотую медаль. Играла в поле, провела 8 матчей, забила 1 мяч в ворота сборной Аргентины в финальном поединке.
Дважды завоёвывала золотые медали чемпионата мира — в 1994 году в Дублине и в 1998 году в Утрехте.
Пять раз была победительницей Трофея чемпионов в 1991, 1993, 1995, 1997 и 1999 годах. Кроме того, в 1989 году выиграла серебряную медаль.
В 1998 году завоевала золотую награду хоккейного турнира Игр Содружества в Куала-Лумпуре.
В 1997 году была награждена медалью Ордена Австралии. В 2000 году признана лучшей спортсменкой года в Южной Австралии, в 2004 году — лучшей хоккеисткой в истории штата.
Завершила игровую карьеру после Олимпиады-2000, проведя 220 матчей и забив 35 мячей в составе сборной Австралии.
Живёт в Аделаиде. В 2013 году вошла в правление федерации хоккея на траве Южной Австралии, занимается добровольческой работой.

## Семья
Джульетта Хэслем замужем за бывшим игроком в австралийский футбол Эндрю Обстом (род. 1964).